# Patrick Kanner
Patrick Kanner (ur. 29 kwietnia 1957 w Lille) – francuski polityk, prawnik i nauczyciel akademicki, długoletni zastępca mera Lille, od 2014 do 2017 minister.

## Życiorys
Ukończył studia z zakresu prawa publicznego na Université Lille II. Został nauczycielem akademickim (na stanowisku maître de conférences) na Université Lille III, prowadząc wykłady z prawa publicznego.
W wieku 17 lat zaangażował się w działalność polityczną w ramach Partii Socjalistycznej. W latach 1989–2014 pełnił funkcję zastępcy mera Lille, w czasie gdy urzędem miejskim kierowali kolejno Pierre Mauroy i Martine Aubry. W latach 1993–2000 zajmował jednocześnie stanowisko wicedyrektora generalnego metropolii Lille. Od 1998 wybierany w skład rady generalnej Nord, od 2011 do 2014 był przewodniczącym rady tego departamentu.
W sierpniu 2014 wszedł w skład drugiego rządu Manuela Vallsa jako minister ds. miast, sportu i młodzieży. Pozostał na tej funkcji również w utworzonym w grudniu 2016 rządzie Bernarda Cazeneuve’a. Zakończył urzędowanie wraz z całym gabinetem w maju 2017. W tym samym roku został wybrany w skład francuskiego Senatu (reelekcja w 2023).